# La Réole

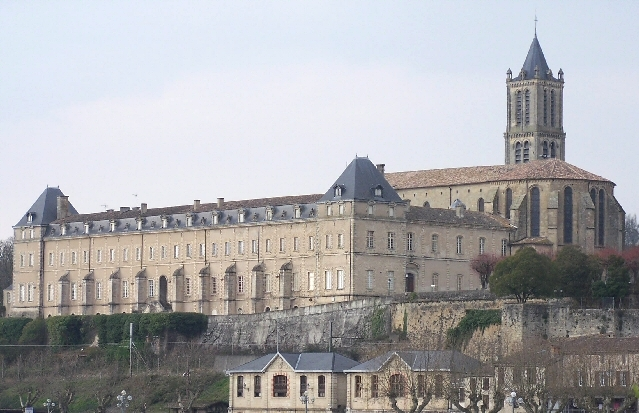
La Réole

La Réole – miejscowość i gmina we Francji, w regionie Nowa Akwitania, w departamencie Żyronda.
Według danych na rok 1990 gminę zamieszkiwały 4273 osoby, a gęstość zaludnienia wynosiła 341 osób/km² (wśród 2290 gmin Akwitanii La Réole plasuje się na 96. miejscu pod względem liczby ludności, natomiast pod względem powierzchni na miejscu 904.).